# Emilio García Riera
Emilio García Riera (Eivissa, 17 de novembre de 1931 - Zapopan, Jalisco, Mèxic, 11 d'octubre de 2002), fou un escriptor, actor, historiador i crític de cinema eivissenc naturalitzat mexicà.

## Biografia
Després de la guerra civil espanyola es va traslladar primer a França, després a la República Dominicana, on va morir el seu pare, i el 1944 va arribar a Mèxic, que es va convertir al seu país d'adopció. Va estudiar en la Facultat d'Economia de la Universitat Nacional Autònoma de Mèxic. Va treballar com a investigador en el Centre de Comunicació i com a professor de Sociologia del Cinema en la Facultat de Ciències Polítiques i Socials i professor en el Centre Universitari d'Estudis Cinematogràfics de la seva Alma mater. Es va traslladar després a la ciutat de Guadalajara, on va ser fundador i director del Centre de Recerques i Ensenyament Cinematogràfic de la Universitat de Guadalajara, que li atorgà el doctorat Honoris causa de manera pòstuma.

## Obra
Endemés de dirigir la col·lecció cinematogràfica Grandes Cineastas, contribuint amb 5 volums (els dedicats a Emilio Fernández, Fernando de Fuentes, Howard Hawks, Max Ophüls i Erich von Stroheim), García Riera fou crític de cinema en diverses revistes i periòdics com España Popular, Nuevo Cine, México en la Cultura, Novedades, "Excelsior", S.nob,Imágenes o Decine. També adaptà al cinema junt a Alberto Isaac l'obra En este pueblo no hay ladrones (1964), considerada la millor pel·lícula basada en un text de Gabriel García Márquez (on hi actuaren junt a actors professionals el mateix García Márquez, Luis Buñuel, Juan Rulfo, Lluís Vicens i Mestre, Carlos Monsiváis, Arturo Ripstein, Leonora Carrington, José Luis Cuevas i el mateix Emilio García Riera), així com Los días del amor (1971) i En el balcón vacío Arxivat 2014-09-16 a Wayback Machine. (1961). També actuà a les pel·lícules Tiempo de morir (1965), El mundo loco de los jóvenes (1966) i Las reglas de la vida (1970).
Des de 1999 patia una fibrosi pulmonar que posà fi a la seva vida en 2002.
El seu principal treball, no igualat encara a cap altre país, va ser la Historia Documental del Cine Mexicano, una obra en la que comenta més de 3.500 pel·lícules rodades entre 1929 i 1976, publicada per primer cop a Cal y Arena i per segon en la Universitat de Guadalajara. Altres contribucions seves han estat:
- Historia documental del cine mexicano. (18 toms)[7]
- México visto por el cine extranjero. (4 toms)
- Historia del cine mexicano.
- El cine es mejor que la vida. (Cal y Arena, 1990), va rebre el Premi Xavier Villaurrutia.[8]
- Las películas de Tin Tan.[9]

## Filmografia

### Com a guionista
- 1961: En el balcón vacío de Jomí García Ascot
- 1965: En este pueblo no hay ladrones d'Alberto Isaac
- 1972: Los días del amor d'Alberto Isaac
- 1977: El viaje de Jomí García Ascot

### Com a actor
- 1965: En este pueblo no hay ladrones d'Alberto Isaac
- 1965: Tiempo de morir d'Arturo Ripstein
- 1967: El mundo loco de los jóvenes de José María Fernández Unsáin
- 1968: Las visitaciones del diablo d'Alberto Isaac
- 1971: Las reglas del juego de Mauricio Walerstein
- 1973: La derrota de Carlos González Morantes
- 1973: Reed, México insurgente de Paul Leduc
- 1977: Fade Out de Walter de la Gala
- 1979: María de mi corazón de Jaime Humberto Hermosillo
- 1986: Redondo  de Raúl Busteros

## Guardons
- Premi Xavier Villaurrutia 1990.
- Medalla Salvador Toscano 1996.
- Premi Ariel 2002.
- Premi Guggenheim.